# 乌尔里瑟港市镇
乌尔里瑟港市镇（瑞典語：Ulricehamns kommun）是瑞典西部西约塔兰省的一个市镇。其治所位于乌尔里瑟港。